# Abdelkrim Nemdil
 (janvier 2020).
Abdelkrim Nemdil est un footballeur algérien né le 3 octobre 1989 à Sétif. Il évolue au poste de polyvalent.

## Biographie
Avec le club du CR Belouizdad, il joue 63 matchs en première division, en trois saisons. Il se classe avec cette équipe, sur le podium du championnat lors de la saison 2015-2016.